# Muszyna (stacja kolejowa)
Muszyna – stacja kolejowa w Muszynie, w województwie małopolskim, w Polsce.

## Ruch pasażerski
| Rok  | Wymiana pasażerska na dobę |
| ---- | -------------------------- |
| 2017 | 20–49                      |
| 2022 | 100–149                    |

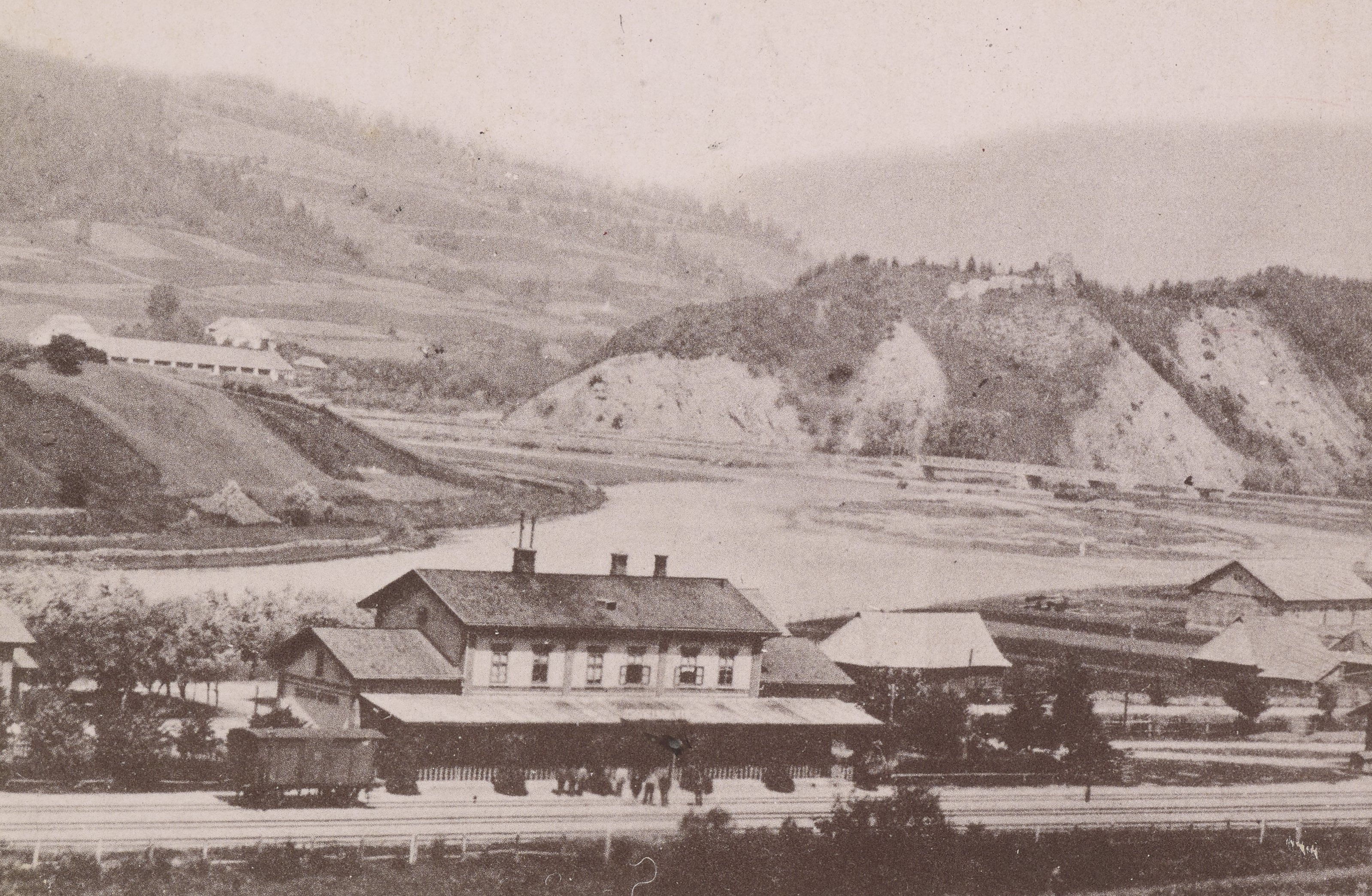
Stacja przed 1887 r.